# NK Nafta Lendava
Nafta Lendava este o echipă de fotbal din Lendava, Slovenia.

## Lotul curent
Din septembrie 2009
| Nr. |                       | Poziție | Jucător              |
| --- | --------------------- | ------- | -------------------- |
| 1   | Slovenia              | P       | Martin Gönc          |
| 2   | Slovenia              | F       | Boštjan Zemljič      |
| 3   | Slovenia              | F       | Bojan Matjašec       |
| 4   | Slovenia              | M       | Mihael Bukovec       |
| 5   | Slovenia              | F       | Leon Horvat          |
| 6   | Bosnia și Herțegovina | A       | Emil Miljiković      |
| 7   | Slovenia              | M       | Nejc Kolman          |
| 8   | Ungaria               | A       | Béla Koplárovics     |
| 9   | Ungaria               | A       | József Sebők         |
| 10  | Serbia                | A       | Siniša Janković      |
| 11  | Slovenia              | M       | Gregor Bunc          |
| 13  | Slovenia              | A       | Dalibor Volaš        |
| 14  | Estonia               | M       | Konstantin Vassiljev |
| 15  | Slovenia              | M       | Borut Gerenčer       |
| 16  | Slovenia              | F       | Sasa Levačič         |

| Nr. |          | Poziție | Jucător          |
| --- | -------- | ------- | ---------------- |
| 18  | Slovenia | A       | Peter Gerenčer   |
| 19  | Slovenia | A       | Jernej Repina    |
| 20  | Slovenia | M       | Amel Mujakovič   |
| 22  | Slovenia | P       | Tomaž Murko      |
| 23  | Croația  | F       | Stjepan Caban    |
| 24  | Slovenia | M       | Rok Buzeti       |
| 25  | Slovenia | F       | Arpad Vass       |
| 26  | Slovenia | M       | Patrik Raduha    |
| 27  | Slovenia | F       | Patrik Vörös     |
| 29  | Slovenia | F       | Damjan Ošlaj     |
| 30  | Slovenia | M       | Aleš Čeh         |
| 31  | Slovenia | M       | Robert Kocet     |
| 33  | Slovenia | A       | Vedran Vinko     |
| 99  | Slovenia | P       | Aleš Luk         |
| -   | Serbia   | F       | Dušan Bogdanović |